# Magyar Tudományos Művek Tára
A Magyar Tudományos Művek Tára (MTMT) egy sok célra hasznosítható nemzeti bibliográfiai adatbázis Magyarországon. A Magyar Tudományos Akadémia Elnökségének határozata alapján 2009. július 1-jével kezdte meg működését a hazai tudományos kutatás eredményeinek hiteles nyilvántartására és bemutatására létrehozott MTMT. A sok célra hasznosítható nemzeti bibliográfiai adatbázisba ellenőrzött módon tölthetők fel a részt vevő intézmények kutatóinak tudományos munkásságát és teljesítményét jellemző adatok. Feladata a tudományos teljesítmény mérése. Működését a Magyar Tudományos Akadémiáról szóló 1994. évi XL. törvény 3. § (1) bekezdés o) pontja alapozza meg.

## Tudományos publikáció
A kutatási eredmények közlésének egyik formája a tudományos publikáció. A tudományos publikáció nyilvánosságra hozott szakmai közösség közreműködésével közzétett új információkat, eredményeket tartalmazó közlemény, vagy újszerű szemlélettel a korábbi tudást feldolgozó, összefoglaló, értékelő, bemutató mű. A tudományos információt közlő kiadvány nyilvános abban az értelemben, hogy a nemzetközi tudományos közösség számára hozzáférhető és ellenőrzött, tehát a tudomány maga alakította szűrőjén keresztül jutott információból származó tudást tartalmaz.

## Az MTMT gyökerei
A Magyar Tudományos Akadémia 2003-ban vette használatba a Köztestületi Publikációs Adattárat (KPA), ami az MTMT elődjének tekinthető. Az MTA egyéni értékeléséhez (doktori cím, MTA tagválasztás) vezette be a formalizált adatszolgáltatást. Akkoriban az egyetlen elektronikus bibliometriai adatforrás a CD-n elérhető Science Citation Index (SCI) és weben is elérhetővé vált változata, a Web of Science (WoS) volt. További közkeletű forrás a CiteSeer volt, az interneten szüretelő automata és mesterséges intelligencia alapú adatfelismerő, mely a webre kitett teljes szövegű cikkek adatait szedte össze hihetetlen teljesítményekkel – képes volt szkennelt oldalak alapján szerzőket, közleménycímeket és adatokat adatbázisba gyűjteni. Ezt szorította ki később 2004-től a Google Scholar, amely ma már folyamatosan gyűjti a weben található adatokat. Az adatok minőségét azonban nehéz volt szavatolni. Akárhogy is történt a keresés és letöltés, ez nehezen volt reprodukálható, utólag nemigen volt ellenőrizhető, és az eredmény nem is volt egyszerűen összevethető a Köztestületi Publikációs Adattár tartalmával. A KPA-ba bevitel sok munkát jelentett, és a lényegében ellenőrizetlen adatbevitel hitelessége sok kételyt támasztott.

## Az MTMT alapító intézményei
Az öt alapító intézmény a Magyar Tudományos Akadémia (MTA), a Magyar Felsőoktatási Akkreditációs Bizottság (MAB), a Magyar Rektori Konferencia (MRK), az Országos Tudományos Kutatási Alapprogram (OTKA) és az Országos Doktori Tanács (ODT).
Az alapítók példáját követve a hazai egyetemek többsége, főiskolák és egészségügyi intézmények is csatlakoztak az MTMT-hez. A folyamatosan bővülő adatbázis lehetővé teszi, hogy egységes szerkezetben legyenek elérhetők a tudományos intézmények összesített, illetve a tudományos kutatók egyéni közleményei és idéző közleményei, megkönnyítve a pályázatok benyújtását és a kutatási teljesítmény értékelését.

## Az MTMT-ben részt vevő intézmények

### Alapító intézmények
- Budapesti Corvinus Egyetem
- Budapesti Műszaki és Gazdaságtudományi Egyetem
- Debreceni Egyetem
- Eötvös Loránd Tudományegyetem
- Eszterházy Károly Egyetem
- Kaposvári Egyetem
- Károly Róbert Főiskola
- Magyar Tudományos Akadémia és Kutatóintézetei
- Miskolci Egyetem
- Óbudai Egyetem
- Pannon Egyetem
- Pázmány Péter Katolikus Egyetem
- Pécsi Tudományegyetem
- Sapientia Szerzetesi Hittudományi Főiskola
- Semmelweis Egyetem
- Szegedi Tudományegyetem
- Szent Atanáz Görögkatolikus Hittudományi Főiskola
- Szent István Egyetem

### Társintézmények
- Agrárgazdasági Kutató Intézet
- Andrássy Gyula Budapesti Német Nyelvű Egyetem
- Apor Vilmos Katolikus Főiskola
- Avicenna Közel-Kelet Kutatások Intézete
- Bajcsy-Zsilinszky Kórház és Rendelőintézet
- Bay Zoltán Alkalmazott Kutatási Közhasznú Nonprofit Kft.
- Bhaktivedanta Hittudományi Főiskola
- Borsod-Abaúj-Zemplén Megyei Kórház és Egyetemi Oktató Kórház
- Budapest Főváros Levéltára
- Budapesti Gazdasági Egyetem
- Budapesti Metropolitan Egyetem
- Dunaújvárosi Egyetem
- Edutus Egyetem
- EGIS Gyógyszergyár Zrt. Műszaki Könyvtár
- Eötvös József Főiskola (2017. február 1-ig, jogutód az NKE)
- Esztergomi Hittudományi Főiskola
- Evangélikus Hittudományi Egyetem
- Evangélikus Országos Gyűjtemény
- Fejér Megyei Szent György Egyetemi Oktató Kórház
- Felsőbbfokú Tanulmányok Intézete
- Gabonakutató Nonprofit Kft.
- Gábor Dénes Főiskola
- Gál Ferenc Egyetem
- Herman Ottó Múzeum
- Holocaust Dokumentációs Központ és Emlékgyűtemény Közalapítvány
- IBS Nemzetközi Üzleti Főiskola
- Jahn Ferenc Dél-pesti Kórház és Rendelőintézet
- Jósa András Múzeum
- Károli Gáspár Református Egyetem
- Katonai Nemzetbiztonsági Szolgálat
- Kodolányi János Egyetem
- Közép-európai Egyetem
- Központi Statisztikai Hivatal
- Központi Statisztikai Hivatal Könyvtár
- KSH Népességtudományi Kutatóintézet
- Külügyi és Külgazdasági Intézet
- Liszt Ferenc Zeneművészeti Egyetem
- Magyar Bányászati és Földtani Szolgálat
- Magyar Képzőművészeti Egyetem
- Magyar Művészeti Akadémia Művészetelméleti és Módszertani Kutatóintézet
- Magyar Nemzeti Levéltár
- Magyar Nemzeti Múzeum
- Magyar Táncművészeti Egyetem
- Magyar Természettudományi Múzeum
- Milton Friedman Egyetem
- Moholy-Nagy Művészeti Egyetem
- Móra Ferenc Múzeum
- Nemzeti Élelmiszerlánc-biztonsági Hivatal
- Nemzeti Közszolgálati Egyetem
- Nemzetstratégiai Kutatóintézet
- Neumann János Egyetem
- Nyíregyházi Egyetem
- Országos Gyógyszerészeti és Élelmezés-egészségügyi Intézet
- Országos Klinikai Idegtudományi Intézet
- Országos Onkológiai Intézet
- Országos Orvosi Rehabilitációs Intézet
- Országos Rabbiképző – Zsidó Egyetem
- Országos Széchényi Könyvtár
- Ökológiai Mezőgazdasági Kutatóintézet
- Péterfy Sándor Utcai Kórház-Rendelőintézet és Baleseti Központ
- Petőfi Irodalmi Múzeum
- Somogy Vármegyei Kaposi Mór Oktató Kórház
- Soproni Egyetem
- Soproni Erzsébet Oktató Kórház
- Széchenyi István Egyetem
- Szent János Kórház és Észak-budai Egyesített Kórházak
- Szent Pál Akadémia
- Színház- és Filmművészeti Egyetem
- A Tan Kapuja Buddhista Főiskola
- Tatabánya Megyei Jogú Város Levéltára
- Testnevelési Egyetem
- Tomori Pál Főiskola
- Uzsoki Utcai Kórház
- VERITAS Történetkutató Intézet
- Veszprémi Érseki Hittudományi Főiskola
- Wekerle Sándor Üzleti Főiskola
- Wesley János Lelkészképző Főiskola
- Zala Megyei Szent Rafael Kórház

## A közös rendszerből származó előnyök
- Országosan egységes rendszerben vehet részt az intézmény;
- Fejlesztése és üzemeltetése lényegesen olcsóbb, mint a helyi fejlesztés és működtetés;
- Van kipróbált előzménye, a KPA, amit sok kutató ismer, használták az ODT, az OTKA, az MTA igényeinek megfelelően;
- Az adatok sok célra felhasználhatók;
- Alkalmas belső igények kielégítésére (habilitáció, belső pályázatok, doktori képzés, statisztika, vezetői információs rendszer (VIR, AVIR) egyes adattípusaihoz;
- A külső minőségbiztosítás beépül a rendszerbe;
- Széles szakértői bázison működik, képzési lehetőséget biztosít;
- Nagyobb szervezetek adatigényeivel kompatibilis;
- Nonprofit szervezet működteti.[3]

### Miért jó a kutatóknak?
- Személyes tudományos bibliográfia összeállítása egyszerű;
- Kis munkaigénnyel karbantartható;
- Segíti pályázatok és jelentések készítését;
- Széles körben ismert formátum;
- Személyes honlapra beilleszthető;
- MTA, ODT, MAB, OTKA elfogadja, preferálja.[3]

Az MTMT elsősorban maguknak a szerzőknek fontos, de tájékoztatást ad a tudományos közvélemény számára is, és nagy segítséget nyújt a szerzőt minősítő bírálók, előterjesztők és bizottságok részére.

### Miért jó a könyvtáraknak, könyvtárosoknak?
- Kiegészítő könyvtári funkciókat nyújt (folyóiratcikk nyilvántartás, idézetek nyilvántartása);
- Egységes folyóirat publikációs és idézési nyilvántartás;
- Ügyfélszolgálat (probléma megoldás, szoftverhasználati segítség).[3]

### Mi a könyvtár szerepe?
A legtöbb intézmény az MTMT-vel kapcsolatos szervezési feladatokat a könyvtárra bízza, az MTMT bizottságaiban is könyvtárosok és könyvtár-informatikusok vannak többségben. Néhol az MTMT szervezésével külön személy foglalkozik a vezetőség tudományos ügyekben illetékes tagjának felügyeletével, helyenként a pályázati iroda részvételével. A tudományos irodalom kezelése a könyvtártudomány sajátos területe.
Az MTMT működése a tudományos szakkönyvtárosok és a szakosodott informatikusok tevékenységére alapozódik, a szerzők adatszolgáltatását ők teszik a hitelességre törekvő adattár részévé.
Feladatuk:
- adatrendezés: bevitel szervezése (igény szerint visszamenőlegesen), végzése, adatkorrekció, osztályozás, ellenőrzés, hitelesítés, feltárás, alternatív cím, szöveg biztosítása;
- oktatás: intézményi segítségnyújtás.

### Az együttműködés jogi alapja és szervezeti kerete
Az MTMT működéséről az 1994. évi XL. törvény a Magyar Tudományos Akadémiáról és a 2011. évi CCIV. törvény a nemzeti felsőoktatásról rendelkezik, és az MTA elnökének 10/2021 (II. 24.) határozata szabályozza. Az MTMT irányító testületei a Tudományos Tanács és a Koordinációs Testület. Az MTMT-t az MTA Könyvtár és Információs Központ végzi.

## Az MTMT szolgáltatásai
- Modern informatikai eszközökkel hiteles tudományos teljesítmény-nyilvántartást biztosít, és bemutatja az eredményeket, magyar és részben angol nyelven.
- Nyilvános, hiteles, átvehető és hivatkozható publikációs listákat ad. Ezek felhasználhatók az intézményi akkreditációban, a doktori iskolákkal kapcsolatos követelmények teljesítése során, MTA-, OTKA- és NKTH-pályázatoknál.
- Segíti az akadémikus tagajánlásokat, az MTA-doktori pályázatok beadását és azok értékelését.
- Bibliográfiai adatok révén átmenetet biztosít a teljes szövegű közleménytárhoz (repozitórium).
- Az adatot szolgáltató intézmények tudományos teljesítményéről összesített képet ad. Ez felhasználható az adott intézmények önértékeléséhez és/vagy külső értékeléséhez.
- A rendszer automatikus adatfeltöltést és megfelelő előkészítéssel adatkonverziót is végez, meglévő adattárakból és könyvtári rendszerekből.
- A szolgáltatások korszerűsítésén az MTA KIK MTMT Osztály a források figyelembe vételével folyamatosan dolgozik.[3]